# Pohjois-Jaala
Karijärvi ou Pohjois-Jaala est un quartier de Jaala à Kouvola en Finlande .

## Description
Karijärvi est une zone boisée très peu peuplée en bordure du lac Karijärvi. 
Il n'y a aucun commerce. 
Les services les plus proches, par exemple l'école est située dans le village de l'église de Jaala.
Ses quartiers voisins sont Jaalan kirkonkylä  et Vekaranjärvi.